# DSC Wanne-Eickel
Deutscher Sport-Club Wanne-Eickel Fußballabteilung e.V. – niemiecki klub piłkarski z siedzibą w mieście Herne, występujący w Westfalenlidze (grupa 2), stanowiącej szósty poziom rozgrywek w Niemczech.

## Historia
Klub został założony w 1954 roku jako TB Eickel, kiedy odłączył się od Sportfreunde Wanne-Eickel. W 1969 roku zmienił nazwę na DSC Wanne-Eickel. W 1978 roku awansował do 2. Bundesligi (grupa Nord). W sezonie 1979/1980 zajął w niej 11. miejsce, gwarantujące utrzymanie, jednakże nie otrzymał licencji na grę w lidze w następnym sezonie, w wyniku czego został zdegradowany do niższej klasy rozgrywkowej.

## Występy w lidze
| Sezon     | Poziom | Liga               | Miejsce                       |
| --------- | ------ | ------------------ | ----------------------------- |
| 1978/1979 | II     | 2. Bundesliga Nord | 13.                           |
| 1979/1980 | II     | 2. Bundesliga Nord | 11. (spadek; utrata licencji) |